# Покрајина Алава
Покрајина Алава (шп. Álava, баск. Araba) налази се у шпанској покрајина Баскија. Главни град ове покрајине је Виторија, који је уједно и главни град целе аутономне заједнице.

## Карактеристике
Покрајина Алава је подељена на 51 општину и просечна густина насељености је око 110 становника по квадратном километру. Од укупног броја становника годтово две трећине живи у главном граду Виторији (око 230.000), те је остатак покрајине углавном руралног карактера. Постоје још само пар већих вароши.